# Mich hat keiner gefragt (Film)

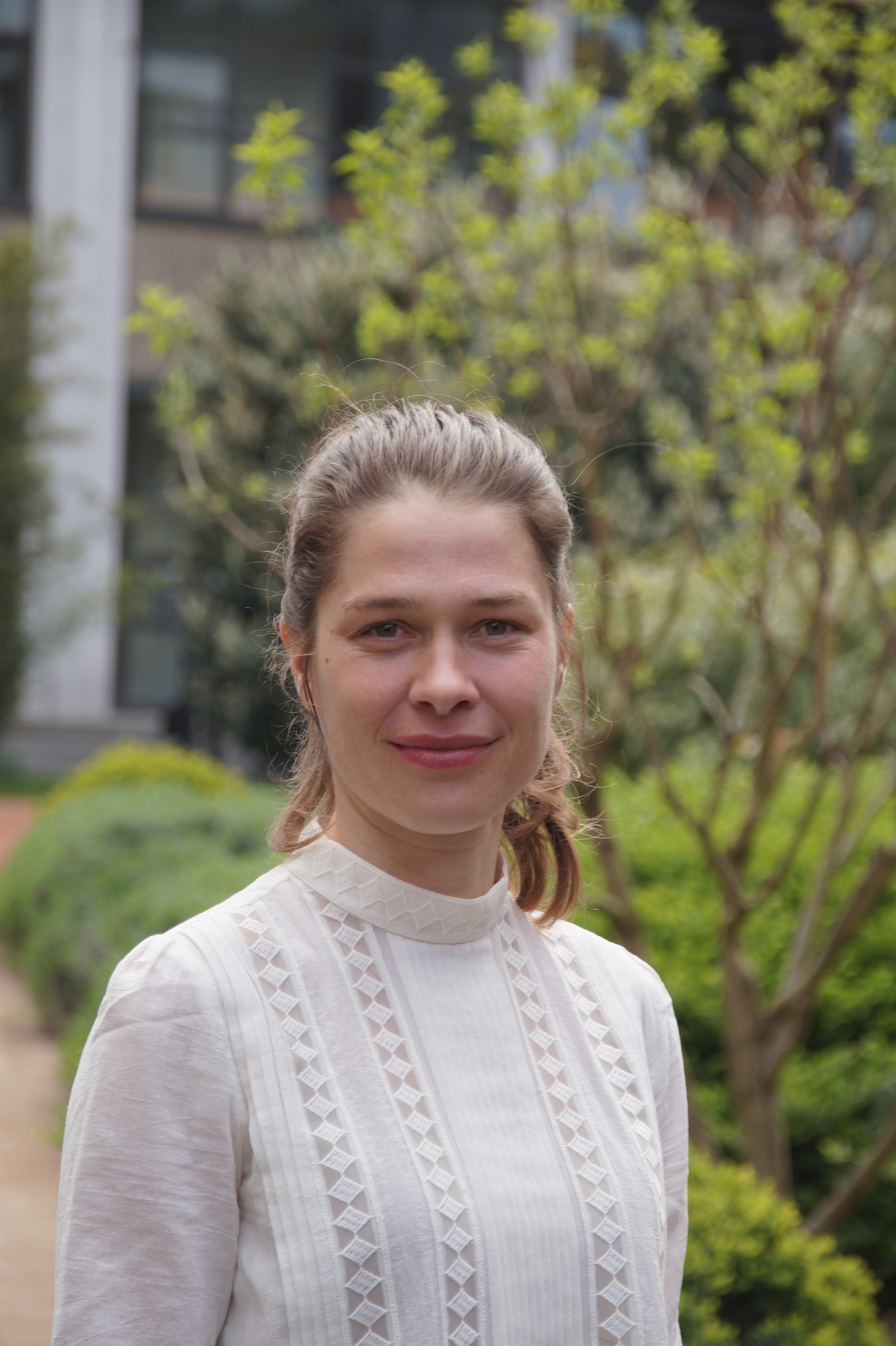
Meike Droste spielt in der Hauptrolle Anna (Foto von 2016)

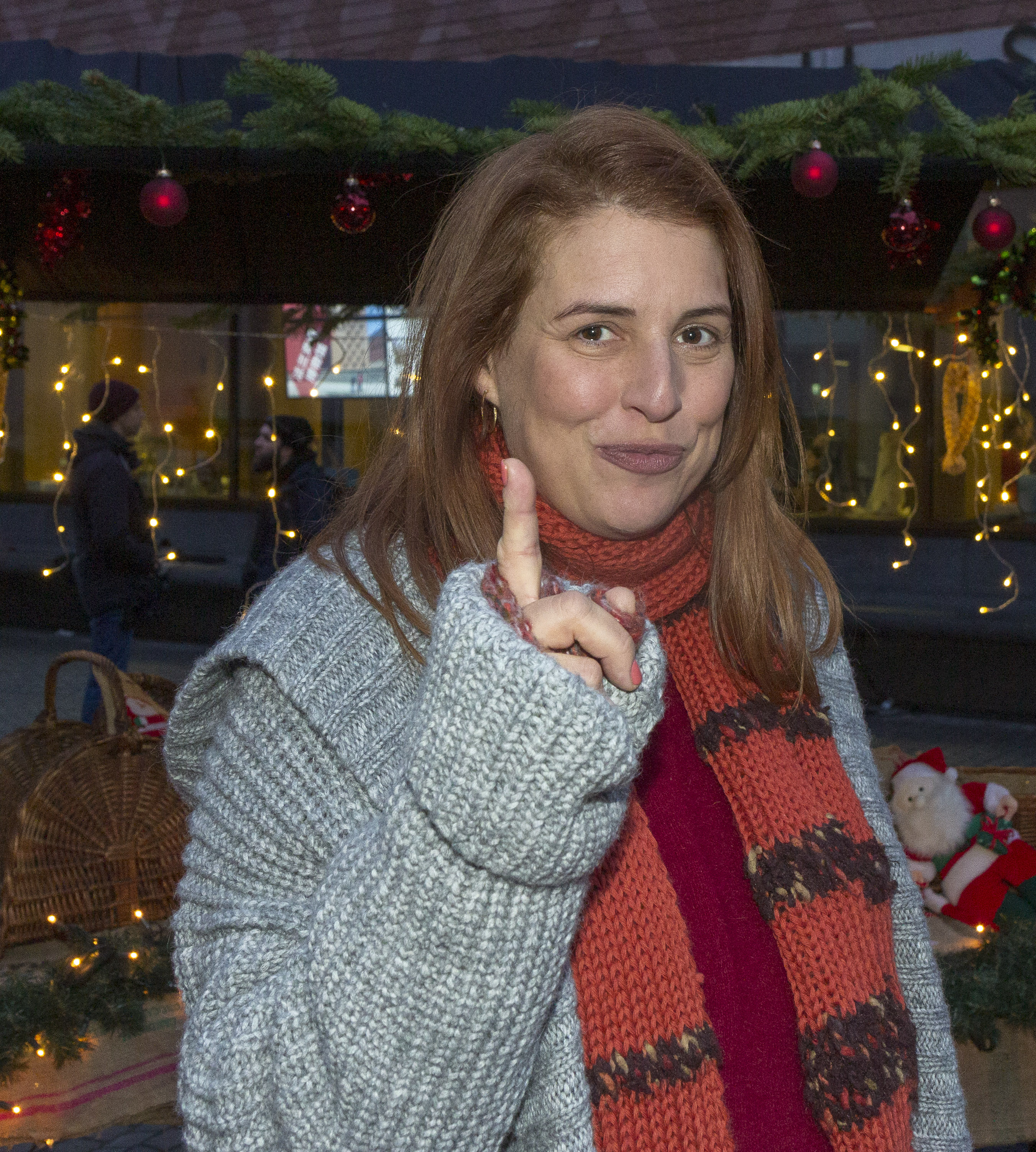
Elena Uhlig spielt Annas Freundin Daisy (Foto von 2019)

Mich hat keiner gefragt ist eine deutsche Filmkomödie von Nico Sommer aus dem Jahr 2021. In der Hauptrolle spielt Meike Droste. Der Film ist seit Anfang August 2021 in der ZDFmediathek verfügbar und wurde am 12. August 2021 im Fernsehprogramm des ZDF erstmals ausgestrahlt.

## Handlung
Anna ist Anfang vierzig. Sie arbeitet gern als selbständige Künstlerin in München und ist mit ihrem Singleleben eigentlich ganz zufrieden. Als der Freund ihrer Tochter Clara sie um deren Hand bittet, wird Anna schlagartig bewusst, dass sie nie jemand gefragt habe. Auch kommt die Frage auf, wer Clara zum Altar führen könne. Clara würde gern ihren Vater Vangelis in dieser Rolle sehen, dieser ist aber notorisch unzuverlässig. Mit Freundin Daisy geht Anna also die Liste ihrer früheren Beziehungen durch und versucht, die Männer wegen dieser Aufgabe zu fragen. Diese sind mittlerweile selbst verheiratet und geben Anna alle eine Absage. Die Vorbereitungen der Hochzeit bergen so manch Konfliktpotential, sodass Anna und Clara mehrfach in Streit geraten.
Mittlerweile wird Anna von Männern umgarnt. Einerseits von Schürzenjäger Albert, der ihr auf der Verlobungsfeier als Sitznachbar zugeteilt wurde und der mit Brillantringen schon viermal erfolgreich um die Hand einer Frau angehalten habe. Andererseits von ihrer Schulliebe Robert, den sie plötzlich wieder getroffen hat. Dieser hatte sie damals verlassen, was Anna schwer getroffen hatte. Daisy selbst wünscht sich nichts mehr, als dass Leo ihr endlich einen Antrag macht. Anna versucht auf Leo einzuwirken. Dieser sieht in der Ehe eine Institution, die mit Romantik nichts zu tun haben muss. Er sehe seine Beziehung zu Daisy auch nicht als eine hierarchische Beziehung. Anna erkennt durch dieses Gespräch, dass sie immer der Boss sein wollte. Es stellt sich heraus, dass Robert ihr damals mit einem Graffitischriftzug einen Antrag machte, Anna diesen aber nie gesehen hat. Anna spricht sich mit Clara aus, beide versöhnen sich.
Leo macht Daisy schließlich doch einen Antrag und Anna lässt es darauf ankommen, ebenfalls von Männern gefragt zu werden. Schließlich entscheidet sich Clara dafür, dass Anna sie in die Kirche führt. Bei der Hochzeitsfeier fängt Anna dann den Brautstrauß. Als Albert sie fragt, ob er sie heiraten dürfe, erwidert Anna: „Auf gar keinen Fall“. Er solle aber nie aufhören, sie zu fragen.

## Produktion
Der Film wurde vom 18. August 2020 bis zum 17. September 2020 in München und Umgebung gedreht.

## Soundtrack
Für den Soundtrack wurden unter anderem folgende Songs verwendet:
- Taylor Swift (Shake It Off)
- Fine Young Cannibals (Good Thing)
- The Common Linnets (Calm After The Storm)
- Hole (Celebrity Skin)
- Kaleo (I Can’t Go On Without You)
- Fleetwood Mac (Go Your Own Way)
- Pharrell Williams (Happy)

## Rezeption

### Kritiken
In der TV Spielfilm gibt es für den Film einen Daumen nach rechts. Der Film sei zwar eine „[h]eitere Klischeeparade, aber es fehlt der Biss“.
Das Lexikon des internationalen Films vergibt nur 1 von 5 möglichen Sterne und schreibt, der Film sei eine „[s]ommerlich-leichte Fernsehkomödie, die jedes Konfliktpotenzial meidet und durch schwache Figuren auch als anspruchsarme Unterhaltung nicht funktioniert. Die verkrampften Humorversuche lösen sich samt und sonders in gesichtslosen Settings und banalen Popsongs auf“.
Tilmann P. Gangloff vergibt in seiner Kritik auf tittelbach.tv insgesamt 4,5 von 6 Sternen für Mich hat keiner gefragt. Dass der Film sehenswert sei, liege vor allem an Meike Droste, der man die spürbare Freude an der Rolle und den zwischen Ironie und Sarkasmus wechselnden Dialogen anmerke. Dadurch verfalle der Film auch nicht ins Konservative, ihr gelinge „die perfekte Gratwanderung zwischen Drama und Komödie“. Die Rollen in dem Film seien aber sämtlich gut besetzt und prima gespielt. Der Kritiker beschreibt den Film als rundum gelungen, „[e]inzig der Schluss passt nicht recht zum Wesen dieser starken Frau und der Botschaft des Films“.